# Urban Boyz
Urban Boyz és un grup musical ruandès de R&B i afropop format per James Manzi (Humble Jizzo) i Muhammed Nshimiyimana (Nizzo Kaboss). Un articulista de New Times els va descriure en 2013 com "el principal grup de música del país."

## Història
Urban Boyz va editar el seu àlbum de debut, Icyicaro Today, en 2008 i des d'aleshores ha publicat més de 70 senzills i tres àlbums d'estudi. Han col·laborat amb nombrosos artistes regionals, inclosos els ruandesos Riderman i King James i els ugandesos Jackie Chandiru, Rabadaba i Goodlyfe Crew. El grup fa cançons escrites en anglès, kiswahili i kinyarwanda.

## Premis
Urban Boyz va quedar segon en el concurs anual de talents Guma Guma Super Star l'agost de 2013 a l'Estadi Amahoro. El seu senzill, Bibaye, fou votada com la cançó de l'any. En març de 2013, Urban Boyz va guanyar quatre Premis Salax in les categories Artistes de l'Any, Millor Artista Masculí, Millor Grup i Millor Vídeo. En 2016 aconseguiren guanyar el Guma Guma Super Star.